# Tragacantha vesiculosa
Tragacantha vesiculosa là một loài thực vật có hoa trong họ Đậu. Loài này được (Clos) Kuntze miêu tả khoa học đầu tiên năm 1891.